# The Ricochets
The Ricochets war eine britische Neo-Rockabilly- und Psychobillyband, die in den späten 1970ern noch unter dem Namen "Pink & Black" startete und mit ihrem 1982 veröffentlichten Debütalbum entscheidend die Entwicklung des Psychobilly-Sounds mitbestimmte.

## Geschichte
Ca. 1977 kamen die Brüder Sam (Bass) und Steve Sardi (Gitarre), der Schlagzeuger Steve "Ginger" Meadham und später auch Sänger Lester Jones im Londoner Stadtteil Finchley zusammen. Zuerst übten sie noch formlos in einer alten Kirche in Nord-Finchley, dann folgten erste Auftritte als "Pink & Black". Am Anfang spielte die Band vor allem Coverversionen, laut Steve Meadham unter anderem Songs von Johnny Burnette, Gene Vincent und dem frühen Elvis Presley. Beeinflusst von Punk änderte Meadham, der später auch bei den Psychobilly-Pionieren "The Meteors" Schlagzeug spielte, seinen Sound: "When Punk came out I did steal a few bits from it to try and beef up what we were doing."
Die Band, die sich von "Pink & Black" in "The Ricochets" (die Querschläger") umbenannt hatte, bekam schließlich Aufmerksamkeit von Roy Williams, dem Betreiber des englischen Plattenlabels "Nervous", das sich auf die Veröffentlichung von Neo-Rockabilly konzentrierte. Williams besuchte die Band im Proberaum, war aber zunächst wenig beeindruckt, weil ihm nur Cover-Versionen vorgespielt wurden. Erst beim Gehen, als die Band frei spielte, erkannte er das Potential. Zuerst erschienen einige Songs der Ricochets auf Compilations, dann einigte man sich dann auf ein Album, das 1982 unter dem Titel "Made in the Shade" herauskam und auf dem zur Hälfte eigene Songs zu finden sind, zur Hälfte Coverversionen, darunter auch "King Rocker" der Punkband "Generation X". Das Album blieb nicht ohne Einfluss: "The Ricochets had been one of the main influences on many Psychobilly bands since their emergence from the UK Rockabilly scene of the late 1970s."
Die Band blieb nach diesem einflussreichen Debüt allerdings nicht mehr lange zusammen. Noch im selben Jahr ging Drummer Steve "Ginger" Meadham zu den Meteors. Und 1984 wechselte Sam Sardi zur Psychobilly-Band "Guana Batz", um dort ebenfalls Bass zu spielen. Wie Paul Wainwright, der Herausgeber des Fanzines "The Crazed", schreibt, sei Sänger Lester Jones den anderen auf die Nerven gegangen. Die Ricochets schienen Geschichte. Allerdings kamen sie in den folgenden Jahren dann doch noch in leicht veränderter Zusammensetzung für Live-Auftritte und zwei weitere Alben, die ohne großen Eindruck blieben, zusammen: 1992 für ihr Album "On Target" mit Steve "Ginger" Meadham an den Drums, Sam Sardi am Bass, Steve Sardi an der Gitarre und dem Cousin von Sam und Steve, Dave Sardi, als Sänger. Dave hatte schon in den Anfangstagen mit Sam und Steve gespielt, seine Sänger-Karriere dann aber nicht weiter verfolgt. Und 2013 dann noch ein weiteres Album namens "Chain Dog". Für den September 2024 wurde die Ricochets-Farewell-Tour angekündigt. Ob sie wirklich stattgefunden hat, lässt sich nicht bestätigen. Steve "Ginger" Meadham hatte in dieser Zeit schwere Herzprobleme und lag im Krankenhaus, wie er auf seiner Facebook-Seite mitteilte.

## Stil
In der Beurteilung des Ricochets-Sounds sind sich Fans und Kritiker nicht immer sicher. Einige der veröffentlichten Songs gehören sowohl von der Thematik als auch vom härteren Sound her ins Psychobilly-Fach, andere sind sehr viel näher am Neo-Rockabilly. Der Musikjournalist Craig Brackenridge nennt das Debütalbum "Made in the Shade" ein "classic album of early British Psychobilly", auf der Website "The Rockabilly Chronicle" heißt es: "This album is a landmark in the history of Psychobilly in more than one title. Not only is it one of the very first albums to define Psychobilly, but it also inspired many young musicians to form their own combos. In addition, the Ricochets also had Sam Sardi, who later joined the Guana Batz, and Ginger Meadham, who drummed for the Meteors and later the Highliners, in their ranks." Auf dem Cover der Platte selbst heißt es, die Ricochets hätten es geschafft "their own brand of Psycho-Billy" einzufangen, "whilst at the same time Rockin' up some classics. The Result ... A Really explosive album".
Bassist Sam Sardi sagte im Interview, als man mit der Band angefangen habe, habe es nicht viele andere Bands gegeben, von denen man sich etwas hätte abgucken können, deshalb habe man den eigenen Sound erfinden müssen. Und: "We always called ourselves a Rockabilly band, but I didn’t play the bass Rockabilly style." Auch der Gesang von Lester Jones sorgt dafür, dass die Trennung zwischen Psychobilly und Neo-Rockabilly nicht ganz so einfach möglich ist: "Even what could be pointed as a potential negative point (Jones isn’t the most tuneful singer ever) turned to the band’s advantage. His singing brings a strange and uneasy yet addictive feel to the songs, comparable in a certain way to what Nigel Lewis brought to the Meteors."

## Diskografie

### Singles und EPs
- 2019: Devil’s Highway
- 2020: Migraine E.P.

### Alben
- 1982: Made in the Shade
- 1992: On Target
- 2013: Chain Dog